# انقلاب باشکوه اسپانیا

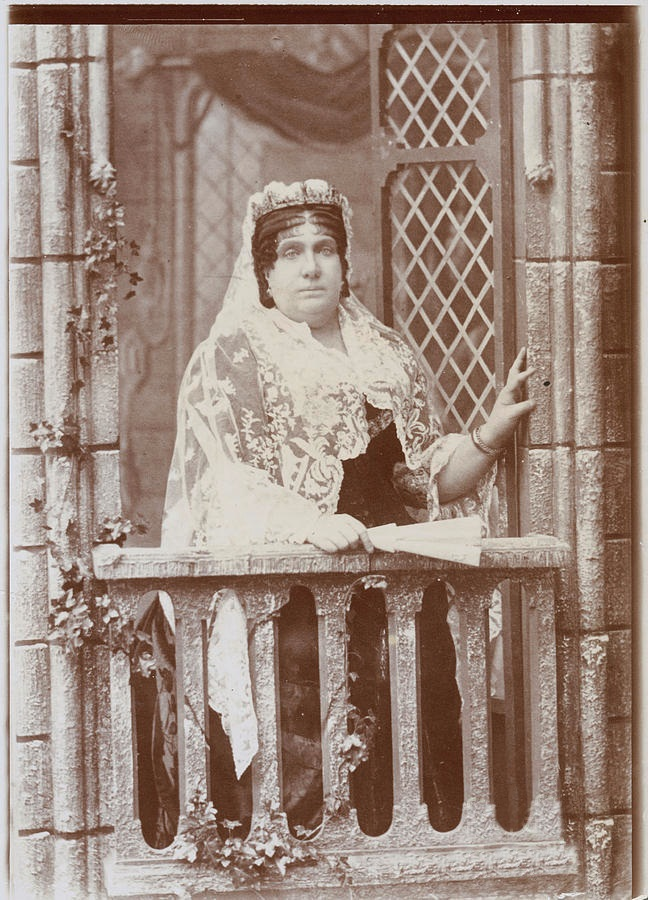
ملکه ایزابلای دوم اسپانیا در تبعید در پاریس.

انقلاب باشکوه (به اسپانیایی:La Gloriosa) در ۱۸۶۸ میلادی نظامیان شورشی اسپانیا به فرماندهی خوان پریم به لیبرال‌ها و جمهوری‌خواهان در مادرید پیام دادند که زمینه برای انقلاب فراهم است. رهبران انقلاب که برکناری نخست‌وزیر بسنده نبودند و ملکه ایزابلای دوم اسپانیا را عامل مشکلات اسپانیا می‌دانستند، او را از پادشاهی فروگرفتند و خواستار پادشاهی لئوپلد شاهزاده‌ای از شاخه شوابنی دودمان هوهن‌تسولرن شدند. بیسمارک هواخواه این جانشینی بود. اما ناپلئون سوم از طریق تلگرامی که به تلگرام امس آوازه یافت، از ویلهلم نخست پادشاه پروس خواست که با این درخواست مخالفت کند. بیسمارک که زمینه را برای جنگ با فرانسه مناسب می‌دید، صحنه را چنان آراست که گویی ویلهلم تلگرام امپراتور فرانسه را بی‌پاسخ گذاشته‌است. این واقعه به جنگ فرانسه و پروس انجامید. به هر روی در اسپانیا شاهزاده‌ای ایتالیایی به نام آمادئو را به عنوان شاه برگزیدند. دوران فرمانروایی او دو سال به طول انجامید و سرانجام او نیز توسط انقلاب اول اسپانیا برکنار گردید. حکومت جمهوری نیز تا دو سال بعد پابرجا بود، اما سرانجام در ۱۸۷۵ میلادی رهبران اسپانیایی، پسر ایزابلا را به عنوان آلفونسوی دوازدهم بر تخت سلطنت نشاندند.